# Cnido
Cnido (em grego: Κνίδος; romaniz.: Knidos) era uma antiga cidade grega da Ásia Menor localizada na região da Cária, na extremidade da península de Datça, que forma o lado sul do golfo de Cós, próxima da atual Tekir na Turquia.

## História
A antiga cidade cária de Cnido, famosa como centro de arte e cultura no século IV a.C., localiza-se no extremo da península de Datça, perto de Bodrum. Uma parte da cidade foi construída no continente e outra parte na ilha de Triopião, que na antiguidade comunicava-se com o continente por uma ponte, e hoje por um istmo. Era ligada por dois grandes portos que permanecem mais ou menos intactos na atualidade. Um dos portos localiza-se no Mar Egeu e o outro no Mar Mediterrâneo. O comprimento extremo da cidade foi pouco menos de 1,5 km.
É descrita por Estrabão como “a cidade que foi construída para a mais bela das deusas, Afrodite, na mais bela das penínsulas”.
Era uma cidade avançada em termos de ciência, arquitetura e artes. Foi a casa do famoso astrônomo, matemático e filósofo Eudoxo, do historiador persa Ctésias, assim como de Sóstrato, o construtor do célebre Farol de Alexandria. Os discípulos de Eurifon fundaram a segunda mais famosa escola de medicina do seu tempo em Cnido.
Cnido, com Halicarnasso e Cós, e as cidades ródias de Lindos, Camiros e Jalisos, formavam a Hexápole Dórica, e lá celebravam jogos em homenagem a Apolo, Posídon e as ninfas. A cidade foi de início governada por um senado oligárquico, composto de sessenta membros, e presidida por um magistrado.
Segundo Heródoto, no início do século IV a.C., os cidadãos de Cnido tentaram abrir um canal do Golfo Cerâmico ao Golfo de Dóris, para transformar a península de Cnido numa ilha, e assim impedir a invasão pela infantaria persa.
Segundo Pausânias (geógrafo), havia vários santuários de Afrodite em Cnido.

## Contexto bíblico
A cidade de Cnido é mencionada uma única vez na Bíblia, no capítulo 27 de Atos dos Apóstolos.

## Arqueologia

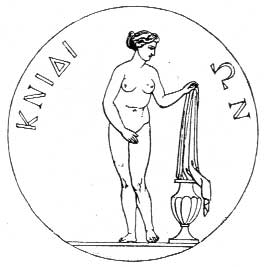
Gravura de uma moeda cnidiana mostrando a Afrodite de Cnido, de Praxíteles

A área intramural ainda possui remanescentes arquiteturais. As paredes, na ilha e no continente, especialmente ao redor da acrópole no nordeste da cidade, são perfeitas.
A ágora, o odeão, dois teatros (com capacidade para 5 mil e 20 mil pessoas), o templo de Dionísio, o templo das Musas, o templo de Afrodite e um grande número de construções menores foram identificados, e o plano geral da cidade foi bem claramente executado. A mais famosa estátua de Praxíteles — a Afrodite de Cnido — foi feita para Cnido. Ela extraviou-se, mas há cópias, de que a mais fiel está no Museu do Vaticano. Em um templo enclausurado foi descoberta uma estátua de Deméter, que foi enviada para o Museu Britânico.
Também o relógio de sol, desenvolvido por Eudoxo, um grande inventor do seu tempo, atrai numerosos turistas locais e internacionais.
The Interpreter’s Dictionary of the Bible (O Dicionário Bíblico do Intérprete), Volume Suplementar, p. 169, descreve a localidade: “Um istmo baixo e estreito junta-se à parte principal da península cnidiana num ponto elevado de terra, abrigando a sotavento, em ambos os lados do istmo, dois portos bons. O porto maior ao sul deve ter sido o porto comercial, onde navios com destino ao oeste ou ao norte, podiam deixar o tempo desfavorável passar, antes de prosseguirem viagem além do cabo ventoso. Às margens dos portos havia ancoradouros, armazéns, mercados, pequenos teatros e um templo de Dioniso.” — K. Crim, 1976.

## Galeria

Panorama de Cnido